# MK-108航空机炮
MK 108 (德语作: Maschinenkanone，即：“机关炮”)是纳粹德国在第二次世界大战中使用的一种30mm口径航空机关炮，由莱茵金属-博希格制造。

## 发展过程
该武器的开发最早为制造商在1940年的私人行为，之后应帝国航空部（RLM）在1942关于应对盟军轰炸机的重型航空武器的招标要求，该武器的设计被提交给帝国航空部（RLM）进行测试。测试中MK-108完美的达到了招标要求，仅需4发高爆弹药就可以击落诸如B-17和B-24等重型轰炸机，而击落一般战斗机只需一发。作为对照，MG-151/20则平均需要25发才能击落B-17。
随后MK-108迅速进入量产并装备多种纳粹德国空军战斗机，并于1943年秋季安装在Messerschmitt Bf 110和Messerschmitt Bf 109上首次参加战斗。

## 设计

### 弹药
该型机炮采用一种特殊研制的30×90mm、底缘削弱、钢制弹壳弹药，而非铜制弹壳。MK-108可使用包括教练弹、穿甲弹、高爆弹和燃烧弹在内的多种弹药。实际作战中一般使用薄壳弹和高爆燃烧弹两种，薄壳弹的弹头由高强钢卷曲制成，而非常规弹药弹头的鍛造-机械加工成型，因此薄壳弹拥有薄弹头壳和高装药量的特点。燃烧弹中则装有流体力学引信，可确保燃烧弹弹头只在接触到液体的时候激发，而非在目标的机体表面，进而可造成更有效的杀伤效果（例如在油箱或冷却剂箱处）。

### 结构
Mk-108是一种有效、可靠、轻量、紧凑且易于制造的武器，因其80%的部件为冲压件，基于反冲作用原理设计，其活动部件数量也降至最低。但也因为这些特点，其无法兼顾良好的弹道特性和高射速。Mk-108在设计上选择了优化高射速而非弹道特性。
Mk-108易于制造和保养、紧凑、轻量和电控激发等特性使其成为一种理想的航空武器，它极具特点的低沉发射声音为其在盟军飞行人员中赢得了“气锤”的外号，从这点也可以看出其可怖的杀伤力。

### 缺陷
一般而言，步枪及比步枪更大口径的自动武器通常使用导气原理和延迟反冲作用原理，主要因为其可达到的膛压很高。所以，简单反冲系统的枪栓后坐之后打开后膛时，膛压依然很高，为了避免损坏武器，简单后坐原理的武器只能使用低威力药筒或重型枪栓。
而对于像MK-108这种使用提前底火击发反冲原理的武器来说，上述问题是通过使用比药筒长度长的枪膛来解决的：当扳机释放，枪栓由一条强力弹簧驱动向前运动，将弹药上膛并将药筒向枪膛推进一小段距离，此时底火击发，发射药点燃，产生的气体此时将向前运动的枪栓停止并使枪栓运动反向，在枪栓归位前，大部分的发射药气体已从枪口溢出，这样膛压就可下降到安全水平，之后枪栓与缓冲弹簧接触，后者在供弹后将枪栓推回预备位置。
提前底火击发反冲原理较简单反冲的优势是可达到更高的射速和更轻的枪栓，但枪栓的长度和其在枪膛内运动速度受药筒在滑动时受到的高压气体而产生的应力极限制约，为使药筒不被破坏，枪栓需额外加重或进一步缩短枪管。MK-108的设计选择了缩短枪管以保证高射速。
MK-108的设计决定了其相对低的枪口初速，进而导致了MK-108的主要缺陷，即弹道下坠严重（弹丸在距离枪口1000米时下坠41米）。这个缺陷使Mk-108很难击中机动中的目标，而即便用于打击其设计的主要目标——轰炸机时，也必须在极近距离内开火，这使一些装备有Mk-108的高速战斗机必须冒着与目标相撞的危险进行战斗。

## 应用
MK-108广泛应用于截击轰炸机的任务中，曾装备或曾计划装备Mk-108的飞机包括Messerschmitt Bf 109、Messerschmitt Bf 110、Messerschmitt Me 163、Messerschmitt Me 262、Focke-Wulf Fw 190、Focke-Wulf Ta 152、Focke-Wulf Ta 154、Heinkel He 162、Heinkel He 219、Horten Ho 229和Junkers Ju 388。
MK-108也曾经安装在夜间战斗机上，在这种情况下Mk-108安装在机身背部作为倾斜式机炮，德军称为“爵士乐”，倾斜角因机型不同从30°至70°不等。这样可以让夜间战斗机在不被发现的情况下从下方接近敌机。倾斜式机炮的效果非常显著，被倾斜式Mk-108击中很少有生还者，以至于安装倾斜式Mk-108之后很久才被盟军发现。装备有倾斜Mk-108的机型有：He-219某些型号、晚期Bf-110夜间型、Ju-88/388型和Do-217N型。也有少量试验型Ta-154、Fw-189和Me-262B-2型安装过倾斜式Mk-108机炮。战争晚期时甚至出现过安装有6门Mk-108机炮和FuG218型雷达的夜间截击喷气机出现。

## 參照
- MK 101機炮
- MK 103機炮
- MG 151機炮
- MG 17機槍
- BK 5航空機炮
- 毛瑟MG213轉輪式機炮